# Les Pennes-Mirabeau
Les Pennes-Mirabeau este o comună franceză, situată în departamentul Bouches-du-Rhône, în regiunea Provence-Alpes-Côte d'Azur.
Deviza comunei este în latină „Super pennas ventorum”, ceea ce înseamnă „Pe aripile vântului”.

## Geografie
Cocoțat pe un pinten stâncos între drumul spre Martigues și cel spre Salon-de-Provence, satul Les Pennes-Mirabeau seamănă cu o scenă de Crăciun provensală, având biserica sa, moara de vânt și cele două castele. Ținut al dealurilor calcaroase și al văilor, cu reliefuri variate, între 70 și 279 m altitudine, satul se află într-un cadru pitoresc, pe un versant izolat, sprijinindu-se la bază de lanțul dealurilor Vitrolles. Comuna numără 19.534 locuitori, conform ultimului recensământ.
Situată la 17 km nord de Marsilia, la 10 km de aeroportul Marseille Provence din Marignane și la câteva minute de gara Aix-en-Provence-TGV, comuna, cu o suprafață de 3.366 de hectare, oferă numeroase avantaje. Aceasta cuprinde pe teritoriul său – unul dintre cele mai extinse din regiune – zone urbane și agricole, autostrăzi și drumuri rurale, un vast sector comercial, zone de activități industriale și de servicii, vestigii ale trecutului și un urbanism orientat spre viitor.

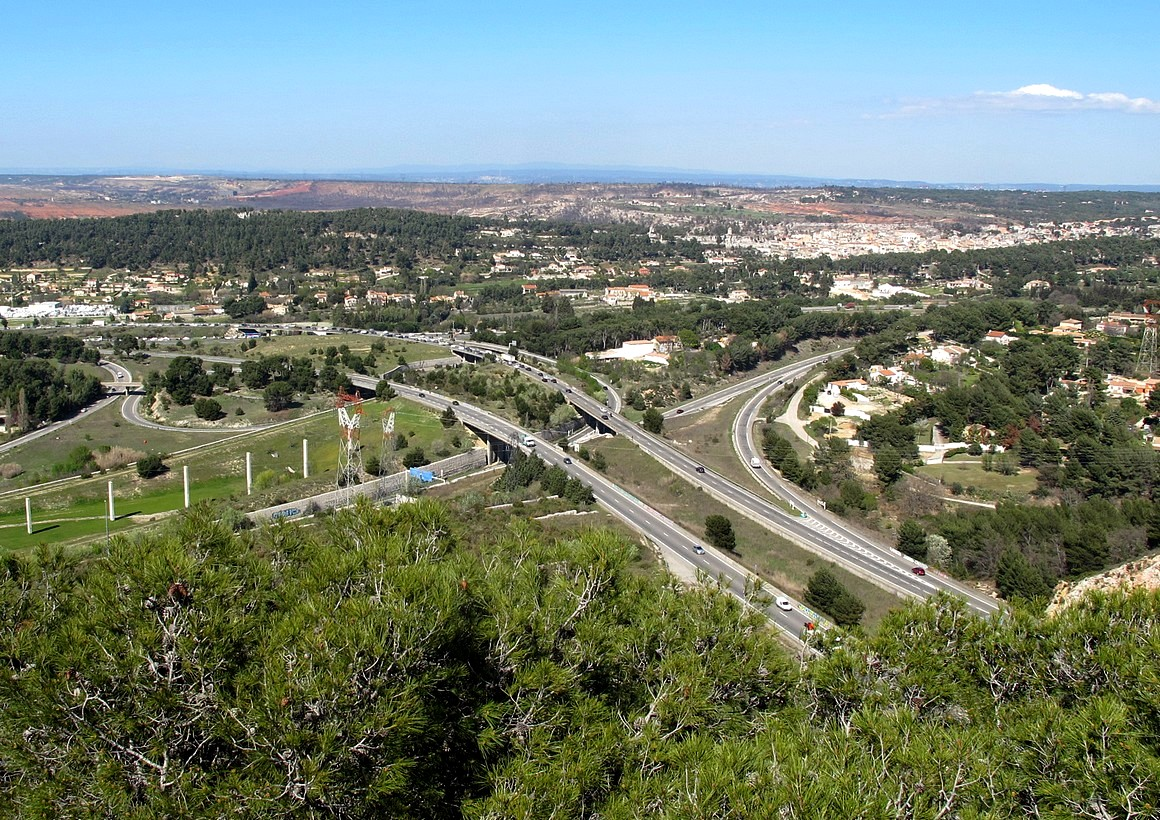
Satul Les Pennes-Mirabeau. Vedere dinspre Val des Fleurs

### Comune limitrofe
| Gignac-la-Nerthe Vitrolles | Cabriès  | Bouc-Bel-Air         |
| Marignane Saint-Victoret   |          | Septèmes-les-Vallons |
| Le Rove                    | Marsilia | Marsilia             |

### Climă
În 2010, clima comunei a fost clasificată ca tipic mediteraneană, conform unui studiu realizat de CNRS, bazat pe o serie de date care acoperă perioada 1971-2000. În 2020, Météo-France a publicat o tipologie a climei din Franța metropolitană, conform căreia comuna se află într-o zonă cu climat mediteranean, în regiunea climatică Provence, Languedoc-Roussillon. Aceasta este caracterizată de precipitații reduse vara, o foarte bună expunere la soare (2.600 ore/an), veri calde (21,5 °C), un aer foarte uscat vara și sec în toate anotimpurile, vânturi puternice (cu o frecvență de 40-50 % a vânturilor > 5 m/s) și puține cețuri.
Pentru perioada 1971-2000, temperatura medie anuală este de 14,7 °C, cu o amplitudine termică anuală de 16,3 °C. Cantitatea medie anuală de precipitații este de 575 mm, cu 6,2 zile de precipitații în ianuarie și 1,4 zile în iulie. Pentru perioada 1991-2020, temperatura medie anuală observată la stația meteorologică situată în comuna Marignane la 8 km distanță în linie dreaptă, este de 15,9 °C, iar cantitatea medie anuală de precipitații este de 532,3 mm.
Pentru viitor, parametrii climatici estimati pentru comună pentru anul 2050, conform diferitelor scenarii de emisii de gaze cu efect de seră, pot fi consultati pe un site dedicat publicat de Météo-France în noiembrie 2022.

### Hidrografie
Datorită naturii calcaroase a solului, puține cursuri de apă străbat comuna. Doar râul Merlançon traversează comuna de la est la vest, la sud de sat, și se varsă în Raumartin, afluent al râului Cadière, care se varsă în laguna Berre. În nord-vestul comunei, râul Cadière, care izvorăște dintr-o exsurgenta numită Infernet, separă Les Pennes de comuna Vitrolles.

### Comunicare și transport
Les Pennes a fost încă din antichitate un nod rutier în vecinătatea metropolei Marsilia.
Comuna este traversată de la sud-est la nord-vest de fostul drum național 113, care lega Marsilia de Salon-de-Provence și, mai departe, de valea Ronului și Languedoc. Devenit drum departamental, acesta rămâne o arteră importantă de legătură între zona de nord a Marsiliei și zona de activități Plan-de-Campagne, pe de o parte, și zonele industriale din Vitrolles și Marignane, pe de altă parte. Drumurile departamentale 6 și 368 formează o axă est-vest complementară celei precedente.

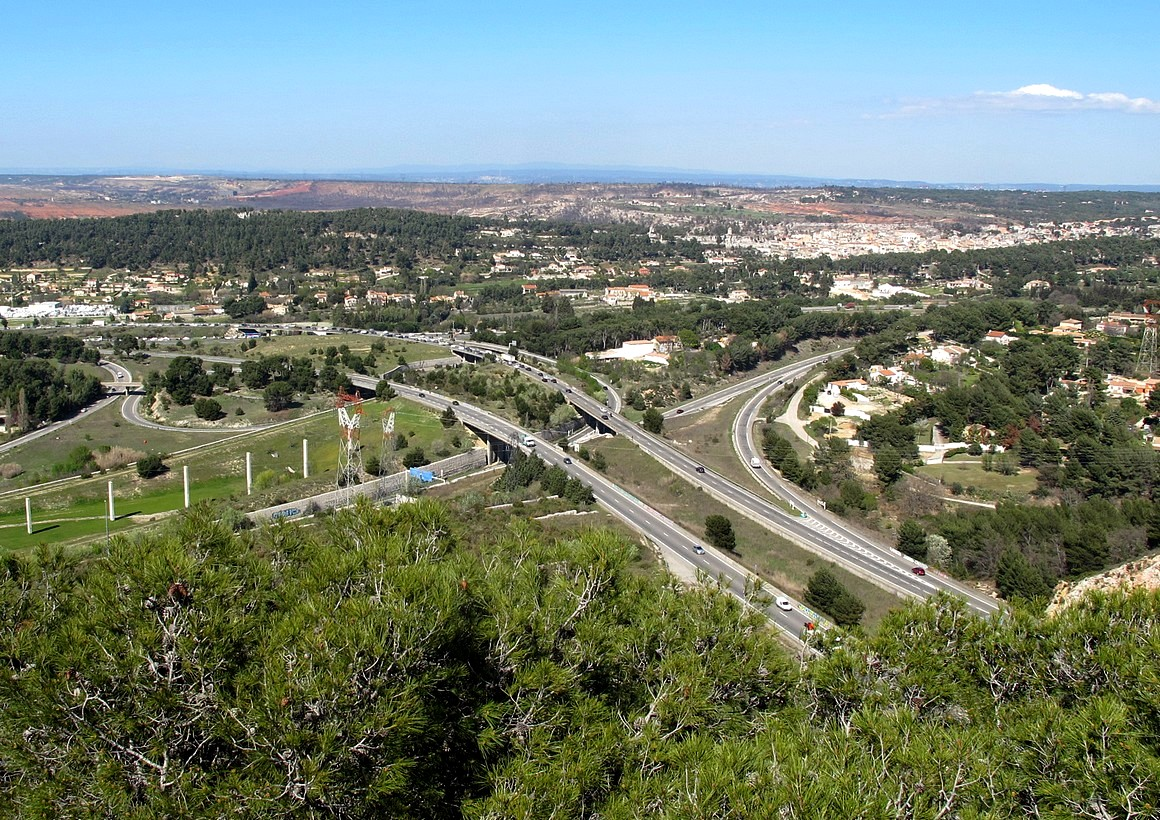
Nodul rutier (A7/A55)

Autostrada A7, deschisă în 1951 în apropiere de Marsilia și în 1970 în zona Salon-de-Provence, a devenit principalul ax de circulație din zonă, având două noduri rutiere pe ambele părți ale comunei Les Pennes. Autostrada A55, deschisă în 1975 spre Martigues și în 1989 spre Marsilia, intersectează autostrada A7 la Les Pennes, formând împreună un nod rutier complex chiar în centrul comunei.
Două gări SNCF se află în apropiere: gara Pas-des-Lanciers, situată la vest de comună, pe linia Marsilia-Arles, deservită doar de trenuri TER, și Gara Aix-en-Provence TGV, la nord, pe linia de mare viteză Paris-Marsilia (LGV Sud-Est), cu legături frecvente către Paris, Lyon, nordul și vestul Franței.
Aeroportul Marseille Provence este situat la 10 kilometri de Les Pennes, fiind ușor accesibil.

## Urbanism

### Tipologie
La 1 ianuarie 2024, Les Pennes-Mirabeau este clasificată drept centură urbană, conform noii grile comunale de densitate în 7 niveluri definită de INSEE (Institutul Național de Statistică și Studii Economice) în 2022. Ea face parte din unitatea urbană Marsilia-Aix-en-Provence, o aglomerație interdepartamentală, în cadrul căreia este o comună de periferie. De asemenea, comuna aparține de zona metropolitană a Marsiliei - Aix-en-Provence, din care face parte ca o comună din coroană. Această arie, care include 115 comune, este clasificată în categoria ariilor cu 700.000 de locuitori sau mai mulți (cu excepția Parisului).

### Utilizarea terenurilor
Utilizarea terenurilor din comună, conform bazei de date europene privind ocuparea biogeofizică a solurilor Corine Land Cover (CLC), este marcată de importanța pădurilor și a mediilor semi-naturale (42,3 % în 2018), în scădere față de 1990 (48,1 %). Distribuția detaliată în 2018 este următoarea: zone urbanizate (30,2 %), medii cu vegetație arbustivă și/sau ierboasă (18,7 %), spații deschise, fără sau cu puțină vegetație (17 %), zone agricole eterogene (16 %), zone industriale sau comerciale și rețele de comunicație (8,9 %), păduri (6,6 %), mine, gropi de gunoi și șantiere (2,6 %). Evoluția ocupării terenurilor în comună și a infrastructurilor sale poate fi observată pe diferitele reprezentări cartografice ale teritoriului: harta Cassini (secolul XVIII), harta de stat-major (1820-1866) și hărțile sau fotografiile aeriene ale IGN pentru perioada actuală (1950 până în prezent).

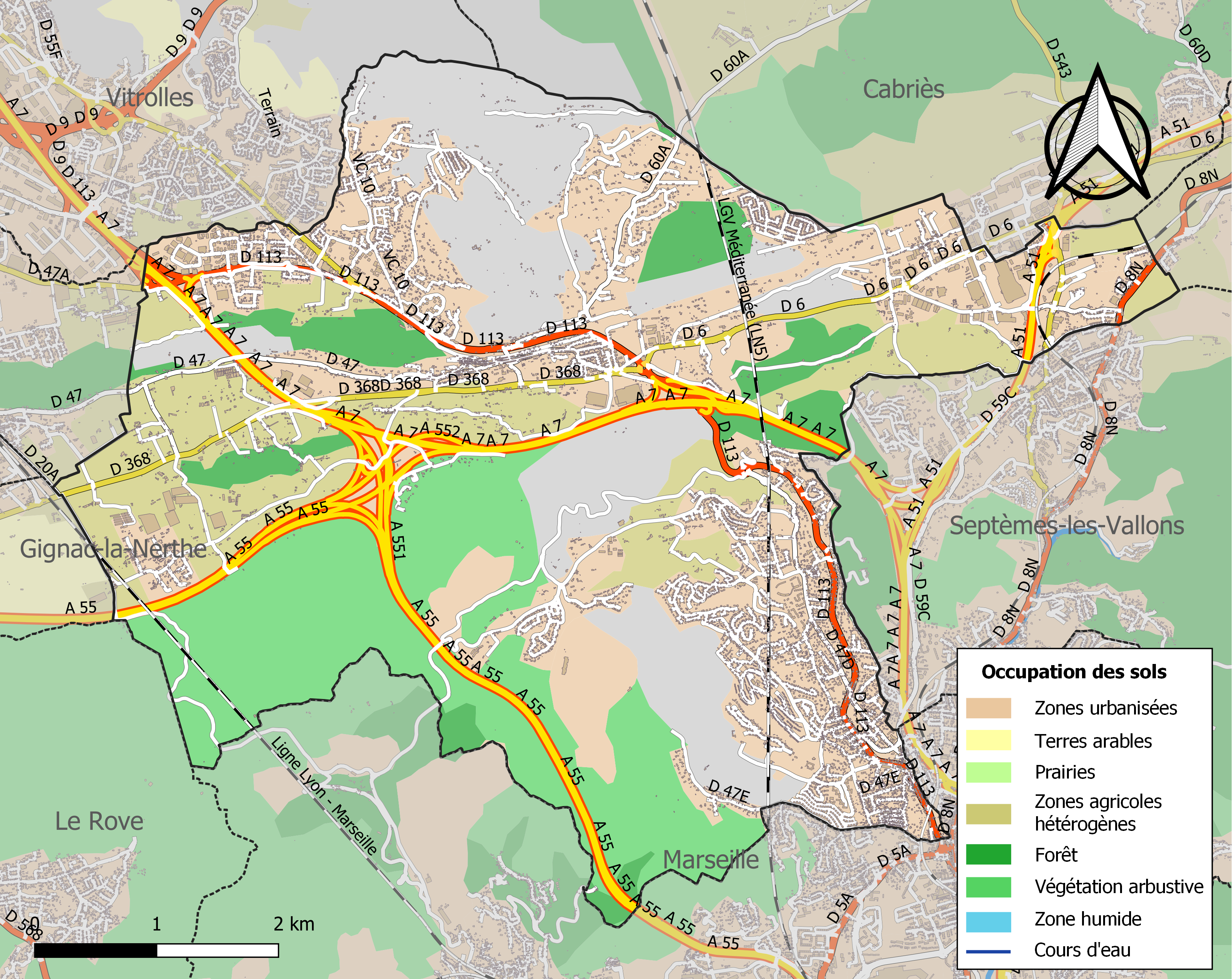
Harta infrastructurii și utilizării terenului a comunei în 2018 (CLC).

## Toponimie
Numele Pennes provine din termenul pre-latin, probabil liguric, penna, care desemnează o înălțime stâncoasă mai mult sau mai puțin abruptă în sudul Galiei; este atestat în 1047 sub forma in Pennicis, care ar putea fi apropiată de termenul breton Penn (cap, vârf, promontoriu).
Numele comunei în limba provensală este Lei Peno.
Adăugarea particulei „Mirabeau” a avut loc în 1902, în cadrul politicii de stat menite să elimine omonimele comunale. Principalul motiv a fost, cel mai probabil, un omagiu adus convenționalului Mirabeau, un proiect anterior de redenumire în „Les Pennes-Voltaire” fiind propus cu această ocazie. Cu toate acestea, unii, urmând opinia fostului învățător al satului și susținător al mișcării Félibrige, Maurice Ripert, sugerează că acest nume ar putea face referire și la termenul provensal mira-beù, aducând astfel un omagiu priveliștii magnifice observate de pe pintenul stâncos pe care a fost construit satul vechi.
Valea Kleber, denumită astfel în amintirea trecerii sicriului generalului de la castelul If către Strasbourg, este cunoscută și astăzi sub numele de Valea Asasinului, făcând referire la asasinarea hangiului și a familiei sale pe terenul unde se află în prezent fabrica de băuturi răcoritoare.
Pas des Lanciers: Lou pas de l'encié („trecătoarea spărturii”).

## Istorie

### Antichitate
Primele așezări umane datează din secolul al III-lea î.Hr., la aproximativ 2,5 km vest de reședința comunei, pe oppidumul Teste-Nègre. Acest sit defensiv fortificat, situat la nord de lanțul muntos al Nerthe, se ridică la 120 m altitudine, dominând câmpia Marignane și ravinul Poiriers. Poziția sa strategică le permitea locuitorilor să se apere împotriva oricăror atacuri inamice. Importante vestigii ale așezării sunt încă vizibile.
Mai târziu, populația s-a mutat pe oppidumul de la Cloche. Aici au fost descoperite numeroase vestigii, inclusiv drumuri de acces prevăzute cu șine, cuptoare și cisterne. În anul 49 î.Hr., situl de la Cloche a fost probabil distrus în urma unor lupte dure împotriva lui Caius Trebonius, comandant al armatei lui Iulius Cezar, în timpul asediului orașului Massilia (Marsilia).

### Evul Mediu
Se presupune că teritoriul Les Pennes a fost descoperit de sarazini și alți barbari în secolele al IX-lea și al X-lea.
Cel mai vechi document care menționează Les Pennes datează din 1022. Senioria Les Pennes a fost deținută în 1310 de Bertrand de Guitto, senior de Duras. Apoi, în 1348, regina Ioana I a încredințat-o soțului său, Ludovic de Taranto. Timp de 20 de ani, domeniul a fost infudat de Guillaume-Roger de Beaufort, senior de Baux.
Moartea reginei Ioana I a declanșat o criză de succesiune la conducerea comitatului Provence, orașele Uniunii de la Aix (1382-1387) sprijinindu-l pe Carol de Duras împotriva lui Ludovic I de Anjou. Les Pennes s-a alăturat Uniunii de la Aix, înainte de a promite capitularea la 18 mai 1388 în fața Mariei de Blois, regenta lui Ludovic al II-lea de Anjou.
Pe parcursul întregului conflict, garnizoana locală era comandată de Guillaume III Roger de Beaufort, care îl urma pe senesalul de Beaucaire, Enguerrand d'Eudin. Cu toate acestea, deși locul era sub controlul senesalului de Beaufort, comunitatea din Les Pennes a rămas fidelă Uniunii de la Aix (1382-1387), sprijinindu-l pe Carol de Duras. Aceasta s-a numărat printre cele mai loiale comunități, menținându-și sprijinul chiar și după capitularea orașului Aix.
În 1481, Ludovic al XI-lea a moștenit Provence, iar senioria Les Pennes a trecut în posesia casei de Luxemburg.

### Epoca modernă
În anul 1552 a sosit Charles Vento. Printr-o scrisoare patentă din octombrie 1678, Ludovic al XIV-lea a ridicat domeniul la rangul de marchizat în favoarea lui Louis-Nicolas Vento des Pennes, prim consul al orașului Aix-en-Provence. Marchizatul a rămas în posesia Casei Vento până la Revoluție.
Cel puțin din perioada medievală, dar în special între mijlocul secolului al XVI-lea și secolul al XVIII-lea, comuna Les Pennes/Septèmes (care forma atunci o singură comunitate compusă din trei seniorii: Les Pennes, Pierrefeu și Septèmes) a fost implicată într-un important litigiu teritorial cu orașul vecin Marsilia. Litigiul privea apartenența teritorială a dealurilor La Nerthe și a văilor Cadeneaux/Gavotte și Septèmes, care separau dealurile din L'Estaque de masivul Étoile.
În timpul Revoluției Franceze, Les Pennes s-au alăturat acțiunilor întreprinse de toate comunele împotriva lipsei și scumpirii alimentelor. Castelul a fost jefuit, iar marchizul s-a exilat în străinătate. Bunurile marchizului de Vento au fost integrate în domeniul național în 1867.

## Populația și societatea

### Date demografice
Evoluția numărului de locuitori este cunoscută prin recensămintele populației efectuate în comuna respectivă începând din 1793. Pentru comunele cu mai puțin de 10 000 de locuitori, un recensământ al întregii populații este realizat la fiecare cinci ani, populațiile legale pentru anii intermediari fiind estimate prin interpolare sau extrapolare. Pentru comuna respectivă, primul recensământ exhaustiv în cadrul noului dispozitiv a fost realizat în 2004.
În 2022, comuna număra 22423 locuitori, în creștere cu +4,97 % față de 2016 (Bouches-du-Rhône: +2,48 %, Franța fără Mayotte: +2,11 %).
| An        | 1793 | 1821 | 1841 | 1856 | 1876 | 1886 | 1901 | 1921 | 1936 | 1962 | 1982  | 2006  | 2014  | 2022  |
| --------- | ---- | ---- | ---- | ---- | ---- | ---- | ---- | ---- | ---- | ---- | ----- | ----- | ----- | ----- |
| Populație | 862  | 1316 | 1717 | 1935 | 2015 | 1971 | 1997 | 2578 | 4866 | 7615 | 15691 | 20231 | 20492 | 22423 |

### Personalități
- Samir Nasri a fost remarcat în cadrul clubului de fotbal din Les Pennes-Mirabeau, Jeunesse Sportive des Pennes-Mirabeau (JSPM)[35].

## Cultura locală și patrimoniul

### Locuri și monumente

#### Monumente civile

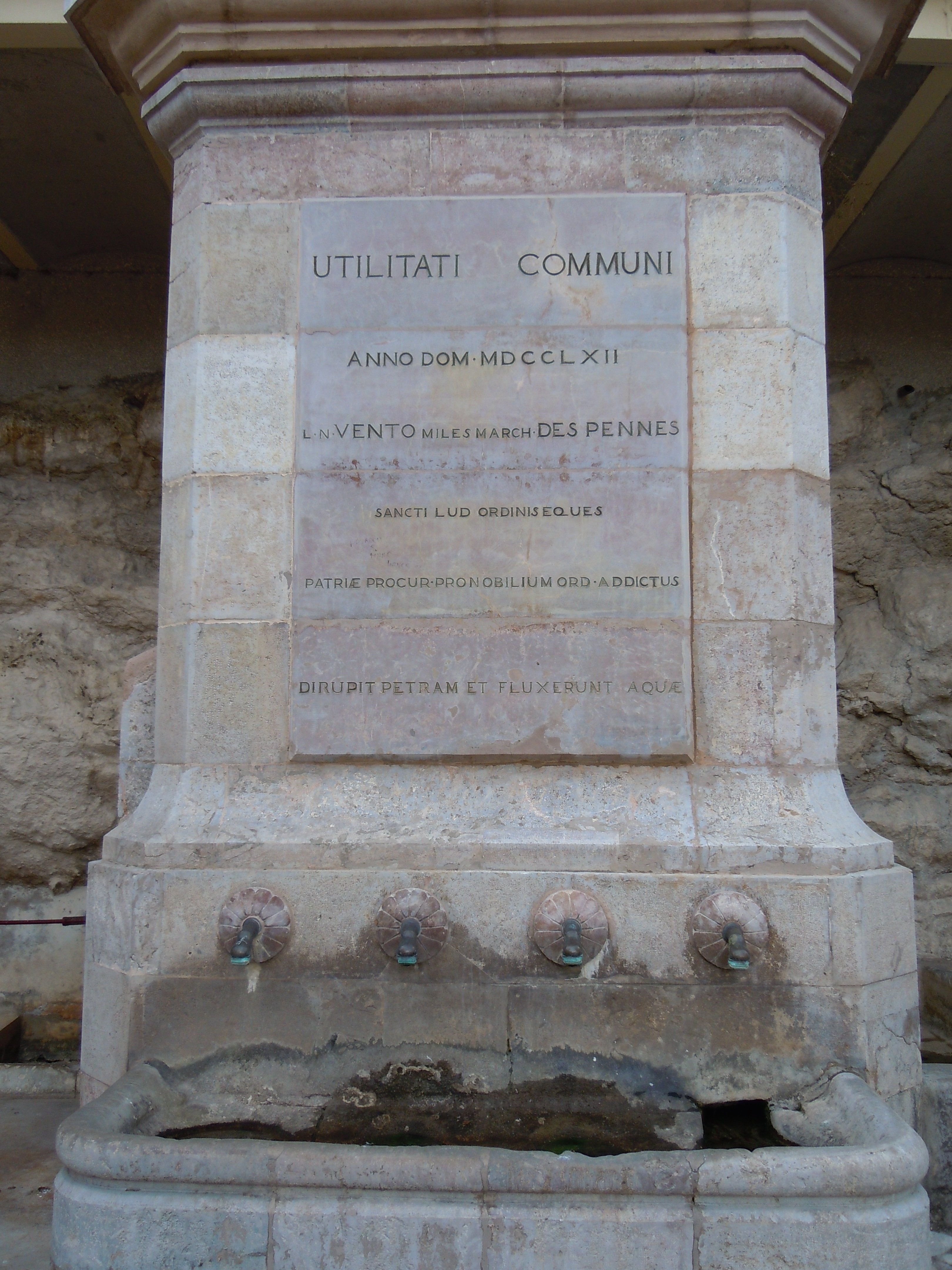
Fântâna celor Patru Țevi (sau „Fântâna Vento”), construită la inițiativa lui Louis Nicolas II de Vento în 1762. Inscripția gravată pe aceasta poate fi tradusă astfel:„Pentru nevoile comunei, în anul Domnului 1762, Louis Nicolas de Vento, marchiz de Les Pennes, cavaler al Ordinului Sfântului Ludovic, devotat ținutului natal și ordinului nobililor, a sfărâmat piatra și a făcut să țâșnească apele.”

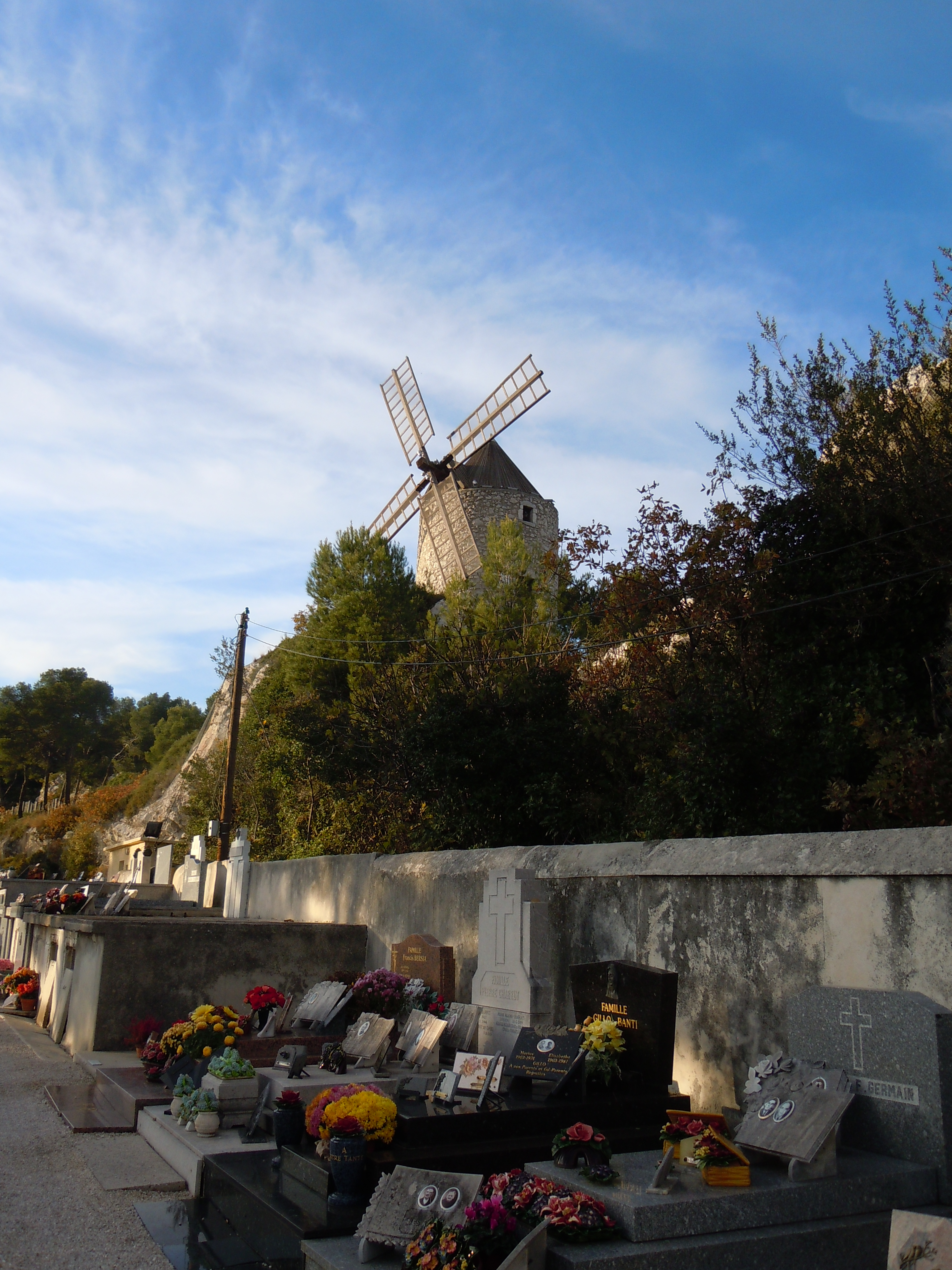
Moara de la Pallières, vizibilă dinspre cimitirul Vechiului Sat.

- Oppidumul Teste-Nègre, clasificat monument istoric (1951)[36]: un mic oppidum care domină valea Poirier, accesibil urmând mai multe creste succesive.
- Oppidumul de la Cloche, clasificat monument istoric (2004)[37]: un oppidum care, cel mai probabil, a succedat celui anterior pentru a putea găzdui o populație în creștere.
- Vechiul sat, care cuprinde importante vestigii medievale și moderne, în special castelul familiei Vento, ce adăpostea fosta primărie.
- Moara de la Pallières, situată în partea de sus a vechiului sat, datează cel puțin din începutul secolului al XVII-lea[38]. A fost restaurată de municipalitate în anul 1982.
- Fântâna celor Patru Țevi, situată în piața Léon-Depeyres.
- Turnul Maguit, aflat sub vechiul sat, se remarcă prin curioasele sale turnulețe ascuțite cu țigle smălțuite.
- Lanterna amintirii, un fost moară care a aparținut lui Léon Depeyres și pe care acesta a donat-o veteranilor de război. A fost inaugurată pe 30 septembrie 1928. O veche tradiție sugera așezarea unor candele pe morminte.

#### Monumente religioase
Les Pennes-Mirabeau are trei biserici și două capele.
- Prima biserică este situată în satul Les Pennes-Mirabeau, fiind vorba despre biserica Saint-Blaise, a cărei piatră de temelie a fost pusă la 13 iunie 1869, iar construcția a fost finalizată la sfârșitul anului 1871. Aceasta a fost ridicată pe locul fostei biserici a satului, construită în jurul anului 1070, care, la rândul său, fusese probabil ridicată pe ruinele unui templu păgân. Această ipoteză este susținută de descoperirile arheologice realizate în timpul lucrărilor, precum și de o dedicație către zeița Cybele care împodobea poarta vechii biserici. Stilul său este neoclasic, inspirat de monumentele grecești și romane[39].
- A doua biserică este cea din Cadeneaux, biserica Saint-Dominique, consacrată de Monseniorul de Belsunce, episcop de Marsilia, în anul 1739.
- Biserica Notre-Dame-de-l'Assomption de La Gavotte. A treia biserică se află în cartierul La Gavotte. Construcția acesteia datează din a doua jumătate a secolului XIX (1865 - 1872) și a fost foarte controversată, comuna refuzând să finanțeze acest edificiu religios, care fusese inițial dorit de un particular și considerat inutil la acea vreme, având în vedere populația mică a cătunului (397 de locuitori) și apropierea bisericilor din Cadeneaux și Saint-Antoine[40].
- În vechiul sat, aproape de fostul castel feudal al seniorilor de Vento, se află o mică capelă, capela Notre-Dame-des-Aides. Fondată la începutul secolului al XVII-lea de către penitentele Notre-Dame-des-Aides pentru eliberarea captivilor[41], capela avea ca principal scop strângerea de fonduri pentru eliberarea prizonierilor captivi ai incursiunilor barbare.
- În cartierul Saint-Roch se află capela Saint-Roch, probabil construită ca urmare a ciumei din 1720. Cu toate acestea, nu este exclus ca aceasta să fi succedat unui sanctuar mult mai vechi. În 1837, capela a fost dotată cu o clopotniță, sponsorizată de „Jean Louis Paul, marchiz de Vento, cavaler al Ordinului Sfântului Ioan din Ierusalim, și nașa Mme Baptistine de Cipières, născută Maurel”. Pe 16 august, cu ocazia sărbătorii sfântului, avea loc o procesiune care pleca din biserica parohială și se îndrepta spre capelă. Capela a fost restaurată de către credincioși în 1886 și 1932, iar o ultima restaurare a avut loc în 1994, realizată de primărie, deoarece timpul provocase daune semnificative clădirii[42].

## Înfrățiri
- Spania – Villanueva de los Infantes - 2013